# Frank, chasseur de fauves
Pour les articles homonymes, voir Frank.
Frank, chasseur de fauves ou L'Aventurier de la jungle (Bring 'Em Back Alive, littéralement « Ramenez-les vivants ») est une série télévisée américaine en un téléfilm pilote de 90 minutes et 16 épisodes de 47 minutes, créée par Frank Cardea et George Schenk, et diffusée entre le 24 septembre 1982 et le 31 mai 1983 sur le réseau CBS.
En France, la série a été diffusée à partir du 13 novembre 1983 sur TF1 en remplacement de la série CQFD, Alambic et Torpédo, sur la case dominicale de 18 heures, puis en semaine les débuts d'après-midi après le 13h. Rediffusion 
en août 1988 sur Antenne 2. Puis sous le titre L'Aventurier de la jungle en 1992 sur Antenne 2.

## Contexte
Les créateurs de la série décident de voguer sur la vague du succès phénoménal remporté quatorze mois plus tôt par le film Les Aventuriers de l'arche perdue (avec Harrison Ford dans le rôle d'Indiana Jones) pour créer une série d'aventures exotiques se déroulant, elle aussi, dans l'Entre-deux-guerres.
Ils s'inspirent, pour ce faire, de la vie de Frank Buck, un célèbre aventurier et chasseur américain des années 1930 et 1940. Frank Buck avait écrit un livre intitulé Bring 'Em Back Alive (la série télévisée prendra le même titre), et il était également apparu dans plusieurs films dont un film de 1932 réalisé par Clyde E. Elliott, Seigneurs de la jungle, qui est l’adaptation de son roman.

## Synopsis
Dans les années 1930, à Singapour en Malaisie, le chasseur et aventurier Frank Buck combat les trafiquants en tous genres. Il est aidé par deux amis, Ali et le sultan de Johore. La vice-consul des États-Unis, la jolie Gloria Marlowe, lui prête également main-forte.

## Fiche technique
- Titre original : Bring 'Em Back Alive
- Titre français : Frank, chasseur de fauves ou L'Aventurier de la jungle
- Réalisateur : Paul Krasny, Peter H. Hunt, George McCowan
- Scénaristes : Frank Cardea, George Schenck, B.W. Sandefur, Tim Maschler, Arthur Weingarten
- Musique : Arthur B. Rubinstein
  - Générique français : Alain Garcia (auteur), Shuki Levy (compositeur), Haim Saban (auteur & compositeur). Jacques Cardona (interprète)
- Production : Jay Bernstein, Frank Cardea, George Schenck
- Sociétés de production : Schenck/Cardea Productions, Thompson / Bernstein / Boxleitner Productions, Columbia Pictures Television
- Pays d'origine : États-Unis
- Langue : anglais
- Nombre d'épisodes : 17 (1 saison)
- Durée : 50 minutes

## Distribution
- Bruce Boxleitner (VF : Daniel Gall) : Frank Buck
- Cindy Morgan (VF : Anne Kerylen) : Gloria Marlowe
- Ron O'Neal (VF : Bernard Alane) : Son Altesse le sultan de Johore
- Sean McClory (VF : Henri Poirier) : Myles Delaney
- John A. Zee (VF : Edmond Bernard) : G.B. von Turgo
- Clyde Kusatsu (VF : Jacques Ebner) : Ali
- Harvey Jason (VF : Albert Augier) : Bhundi
- George Cheung : Chaing

## Épisodes
1. Frank, chasseur de fauves (Bring 'Em Back Alive) (90 minutes)
2. Sept clés pour Singapour (Seven Keys to Singapore)
3. Une naissance chaque minute (There's One Born Every Minute)
4. Le Cinéma de Frank (The Reel World of Frank Buck)
5. Pris à son propre piège (The Pied Piper)
6. Le Seigneur de la guerre (The Warlord)
7. Trente heures d'angoisse (Thirty Hours)
8. Wilmer et le lion de Serengeti (Wilmer Bass and the Serengeti Kid)
9. Les Évadés de Kampoon (Escape From Kampoon)
10. Le Meilleur des ennemis (The Best of Enemies)
11. Complot contre la princesse (To Kill a Princess)
12. La Pomme de la discorde (Bones of Contention)
13. Juste à temps (A Switch in Time)
14. Les Gentes Dames de Chung Tai[2] (The Shadow Women of Chung Tai)
15. L'Otage (The Hostage)
16. La Course à la vie (Dead Run)
17. Prenez garde à la tempête (Storm Warning)

## À noter
La mélodie du générique français, interprété par Jacques Cardona, est très fortement inspirée du titre "Eloise", interprété par Barry Ryan puis par Claude François.
La série était basée sur le même concept que Jake Cutter, lancé deux jours plus tôt par la chaîne concurrente ABC.

### Film
- 1932 : Bring 'Em Back Alive réalisé par Clyde E. Elliott.